# Мустафин, Салим
Сали́м Муста́фин (3 февраля 1912, село Тузунколь, Тургайская область, Степное генерал-губернаторство, Российская империя — 11 сентября 2001, село Имановка, Денисовский район, Костанайская область, Казахстан) — старший скотник совхоза «Покровский» Денисовского района Кустанайской области, Казахская ССР. Герой Социалистического Труда (1966).

## Биография
Родился в 1912 году в крестьянской семье в селе Тузунколь Тургайской области (сегодня — Район Беимбета Майлина). С раннего возраста трудился в сельском хозяйстве. С 1929 года трудился чабаном в совхозе «Покровский» Денисовского района. С 1941 года — в трудовой армии в Златоусте Челябинской области, где обучился на токаря и изготавливал военную технику на местном заводе. В 1945 году возвратился на родину и продолжил трудиться скотником в совхозе «Покровский» Денисовского района. С 1948 года — старший скотник в этом же совхозе.
Ежегодно показывал высокие результаты в скотоводстве. В 1964 году вырастил 88 телят от 88 тёлок. Среднесуточный привес на каждую голову составил 601 граммов при плане 550 граммов. Бык по кличке «Жулик» весом более 1000 килограммов демонстрировался на выставке ВДНХ и получил золотую медаль. Указом Президиума Верховного Совета СССР от 22 марта 1966 года удостоен звания Героя Социалистического Труда за «достигнутые успехи в развитии животноводства, увеличении производства и заготовок мяса» с вручением ордена Ленина и золотой медали «Серп и Молот» (№ 12150).
В 1971 году избирался депутатом Покровского сельского Совета депутатов трудящихся.
Воспитал 11 детей. Работал в совхозе до выхода на пенсию в 1972 году. Проживал в селе Имановка (в 2011 году упразднено). С 1969 года — персональный пенсионер союзного значения. Умер в сентябре 2001 года. Похоронен на кладбище села Досовка Денисовского района.
Память
Его имя внесено в Золотую книгу почёта Казахской ССР (05.04.1966).
Награды
- Герой Социалистического Труда
- Орден Ленина
- Медаль «За освоение целинных земель» (20.10.1956)
- Бронзовая медаль ВДНХ (15.10.1968)
- Мастер животноводства 1-го класса (27.12.1968)